# Valerianella affinis
Valerianella affinis là một loài thực vật thuộc họ Caprifoliaceae. Đây là loài đặc hữu của Yemen.